# Kanton Mâcon-Centre
Der Kanton Mâcon-Centre war von 1973 bis 2015 ein französischer Wahlkreis im Arrondissement Mâcon, im Département Saône-et-Loire und in der Region Burgund. Hauptort war Mâcon.

## Gemeinden
Er umfasste das Zentrum der Stadt Mâcon (angegeben ist hier die Gesamteinwohnerzahl, im Kanton lebten etwa 10.000 Einwohner der Stadt) und eine weitere Gemeinde:
| Gemeinde          | Einwohner Jahr | Fläche km² | Bevölkerungsdichte | Code INSEE | Postleitzahl |
| ----------------- | -------------- | ---------- | ------------------ | ---------- | ------------ |
| Charnay-lès-Mâcon | 6.919 (2013)   | –          | – Einw./km²        | 71105      | 71850        |
| Mâcon             | 33.350 (2013)  | –          | – Einw./km²        | 71270      | 71000        |